# 13-й стрілецький корпус (1-ше формування)
13-й стрілецький корпус (13-й ск) — військове з'єднання у складі Збройних Сил СРСР до і під час Другої світової війни.

## Історія
Корпус сформований у Київському військовому окрузі (КВО) на підставі наказу по військах округу № 0194 від 5 грудня 1936 року. Управління у місті Біла Церква.
26 липня 1938 року корпус увійшов до складу Житомирської армійської групи Київського Особливого військового округу (КОВО).
У вересні — жовтні 1939 року корпус брав участь у вторгненні СРСР до Польщі. Корпус входив до складу Кам'янець-Подільської армійської групи, Південної армійської групи, Кавалерійської армійської групи Українського фронту.
У червні — липні 1940 року корпус брав участь у приєднанні Бессарабії та Північної Буковини до СРСР у складі 12-ї армії Південного фронту.
З 22 червня по серпень 1941 року корпус брав участь у Німецько-радянській війні. Входив до складу 12-ї армії. У кінці липня — на початку серпня у складі групи Понєдєліна (6-а і 12-а армії) брав участь в битві під Уманню, в результаті якої був розгромлений. Командир корпусу Микола Кузьмич Кирилов потрапив до німецького полону.
Управління 13-го корпусу було розформовано в серпні 1941 року.
Дислокація управління: у містах Біла Церква, Стрий (жовтень 1939 — липень 1940), Самбір (липень 1940—1941).

## Повна назва
13-й стрілецький корпус

## Командування
Командири корпусу:
- Кирилов Микола Кузьмич, генерал-майор (2.1938—8.1941).

## Склад
На 16.09.1939 в Кам'янець-Подільській армійській групі:
- управління корпусу
- корпусні частини
- 99-та стрілецька дивізія
- 72-га стрілецька дивізія

На 2.10.1939 в Кавалерійській армійській групі:
- управління корпусу
- корпусні частини
- 58-ма стрілецька дивізія
- 72-га стрілецька дивізія
- 146-та стрілецька дивізія

На 1.08.1941 в складі 12-ї армії:
- управління корпусу
- корпусні частини
- 60-та гірськострілецька дивізія
- 99-та стрілецька дивізія.